# Verano en vaqueros
Verano en vaqueros es una serie de cuatro novelas de la autora estadounidense Ann Brashares. En su tiempo [¿cuándo?] esta serie de novelas fue un superventas en Estados Unidos.

## Volúmenes
Primero

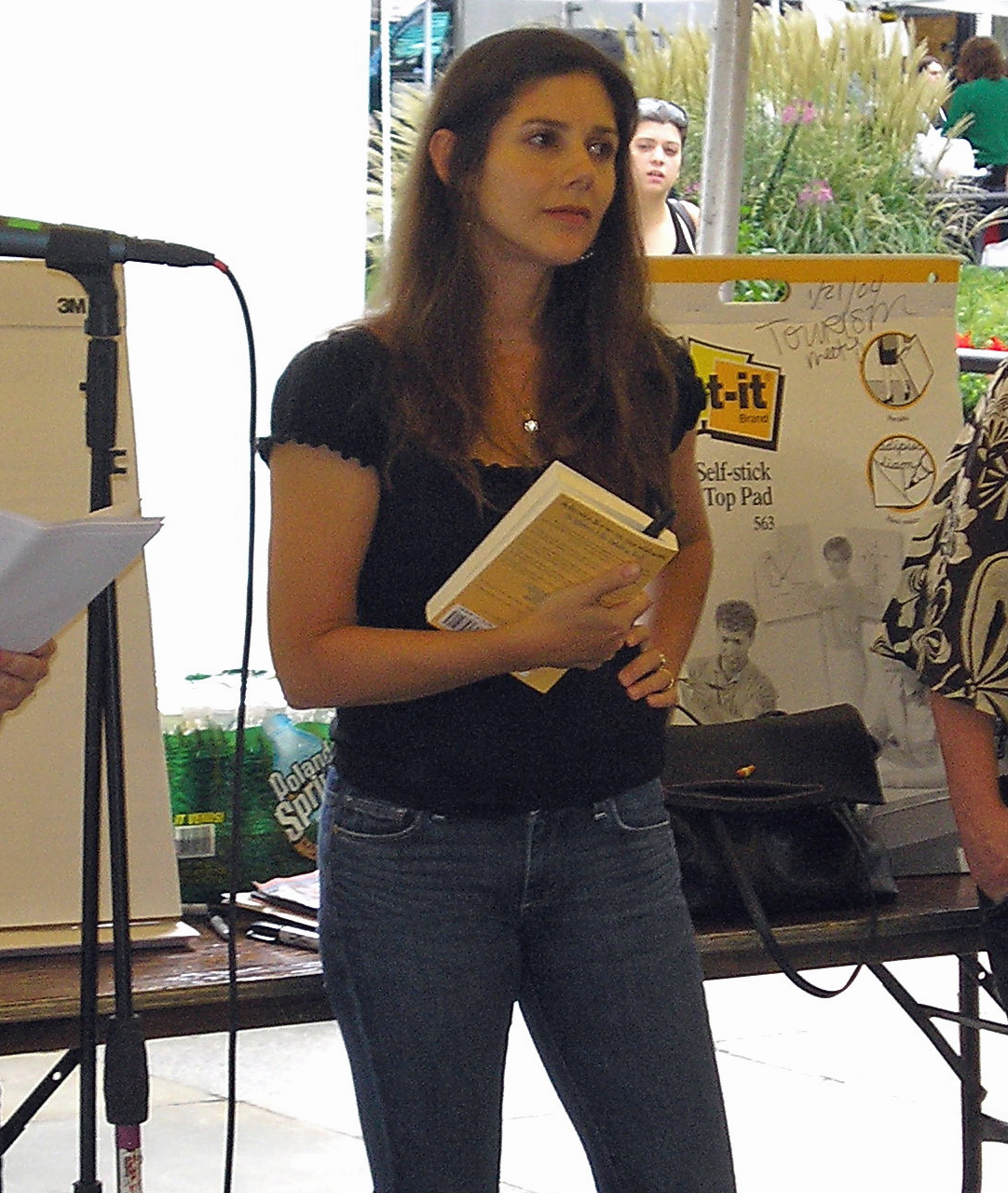
La autora Ann Brashares.

Cuenta la historia de Carmen, Lena, Bridget y Tibby que antes de irse de vacaciones deciden que van a compartir un pantalón vaquero que les sienta genial a todas, y que se lo irán pasando durante el verano. Carmen se va a casa de su padre, Lena, a casa de sus abuelos en Grecia, Bridget, a un campamento de fútbol, y Tibby va a trabajar en un supermercado.
Segundo
Al verano siguiente, Bridget se va a casa de su abuela al sur de Estados Unidos para reencontrarse con su pasado y con los recuerdos de su madre. Lena tiene un trabajo de verano en una tienda, pero no deja de pensar en Kostos, su amor del pasado verano, el cual la va a visitar de manera sorprendente. Por su parte, Tibby va a hacer un curso de cine a la universidad y en la realización de un corto intentará plasmar la muerte de su amiga Bailey de doce años tras sufrir leucemia. Carmen, en fin, tiene que adaptarse a la nueva situación de su madre, que ha encontrado un novio joven y estupendo. 
Tercero
Las cuatro amigas disfrutan de su último verano antes de ir a la universidad. Bridget se va a reencontrar con su gran amor, Eric. Carmen verá aumentar su familia tras casarse su madre. Lena, por su parte, se quiere dedicar a la pintura y tiene momentos de crisis. Tibby persigue su sueño de dedicarse al cine pero, mientras tanto, tiene que cuidar de sus hermanos pequeños. 
Cuarto
Tras empezar la universidad las cuatro protagonistas han recorrido caminos separados. Cada una tiene sus problemas. Carmen comienza a preparar una obra de teatro. Lena debe decidir entre Kostos y Leo. Bridget se encontrará en Turquía en una excavación. Tibby, en fin, tendrá que superar una crisis con Brian en Nueva York.

## Versión cinematográfica
En 2005 se estrenó Una para todas la versión cinematográfica del primer verano en vaqueros protagonizada por Amber Tamblyn, America Ferrera, Blake Lively y Alexis Bledel.
En el verano del 2008 se estrenó la continuación (en inglés The Sisterhood of the Traveling Pants 2). Aunque la primera película se basaba en el primer libro, la saga recogerá la historia de los tres siguientes.
- Datos: Q2779934